# Melieria pulicaria
Melieria pulicaria är en tvåvingeart som först beskrevs av Robineau-desvoidy 1830.  Melieria pulicaria ingår i släktet Melieria och familjen fläckflugor.
Artens utbredningsområde är Frankrike. Inga underarter finns listade i Catalogue of Life.